# Шелах
Шелах — біблійна особа, батько Евера, син Арпахшада та предок ізраїльтян згідно з таблицею народів у Книзі Буття (Бут. 10). Таким чином він є одним з таблиці «сімдесяти імен». Шелах також  названий Шалахом у (1 Хр. 1:18) та Салою у (Лк. 3:35). У родовій лінії від Ноя до Авраама, він є сином Арпахшада або Каінана (у Септуаґінті). У 30 років став батьком Евера та мав також інших дітей (Бут. 11:14-15). Прожив 433 роки.
У перекладах Біблії, що походять від Септуаґінти, Шелах прожив 460 років.